# Stylisma aquatica
Stylisma aquatica är en vindeväxtart som först beskrevs av Thomas Walter, och fick sitt nu gällande namn av Constantine Samuel Rafinesque. Stylisma aquatica ingår i släktet Stylisma och familjen vindeväxter. Inga underarter finns listade i Catalogue of Life.